# Evan McPherson
Pour les articles homonymes, voir McPherson.
Evan McPherson (né le 21 juillet 1999 à Fort Payne) est un joueur américain de football américain.
Depuis 2021, il évolue au poste de kicker dans la franchise des Bengals de Cincinnati, en National Football League (NFL).

## Biographie

### Carrière universitaire
Étudiant à l'université de Floride, il joue avec les Gators de 2018 à 2020.

### Carrière professionnelle
Sélectionné lors du cinquième tour, au 149e rang au total par les Bengals de Cincinnati lors du draft 2021, McPherson est le seul kicker choisit cette année là. Il signe un contrat de 4 ans avec les Bengals le 17 mai 2021.
Au cours des playoffs de la saison 2021, lors de son année de rookie, McPherson inscrit 14 field goals, égalant de ce fait le record d'Adam Vinatieri. Par son attitude décontractée et sa capacité à répondre présent lors des moments cruciaux de cette campagne, il se voit même affublé du surnom de "Money Mac",.